# IC 4068
IC 4068 је лентикуларна галаксија у сазвјежђу Ловачки пси која се налази на листи објеката дубоког неба у Индекс каталогу.
Деклинација објекта је + 39° 53' 56" а ректасцензија 13h 1m 20,2s. Привидна величина (магнитуда) објекта IC 4068 износи 15,0 а фотографска магнитуда 16,0. IC 4068 је још познат и под ознакама MCG 7-27-17, PGC 44889.